# もろもろのハナシ
『もろもろのハナシ』は、フジテレビ系列で2016年から2017年まで放送されたトークバラエティ番組。2016年10月6日、2017年1月6日の2回のパイロット版の不定期放送を経てレギュラー化が決定し、2017年4月13日から9月28日まで、毎週木曜日 0:25 - 0:55（水曜深夜、JST）に放送されていた。放送開始当初の正式の番組名は『バナおぎやドリーのもろもろのハナシ』だったが、2017年7月13日より『ぱなおきゃとりーのもろもろのハナシ』へ改名された。バナナマン、おぎやはぎ、オードリーの冠番組。

## 概要
世間で話題になりかけていることや関心を持ちそうな議題などを毎回1つテーマに、「お笑いヤング3」と称されたバナナマン、おぎやはぎ、オードリーの3組が自由にトークや企画を繰り広げる番組。
尚、上記の3組が本格的に共演するのは当番組が初である。
2017年8月3日（2日深夜）から8月24日（23日深夜）までは4週連続で番組初となるロケ企画としてキャンプを敢行した。
2017年9月21日（20日深夜）0:25 - 1:25には1時間スペシャルを放送。
2017年9月28日（27日深夜）0:35 - 1:25の50分スペシャルをもって半年間のレギュラー放送を終了した。番組内での出演者による番組の放送終了に関するお知らせや挨拶はなかった。
2018年1月4日（木曜日）22:00 - 23:34に、『もろもろのハナシ〜芸能人の街・中目黒 完全攻略スペシャル〜』と題した特別番組として、レギュラー放送終了以来の約3か月ぶりに1時間半スペシャルで復活した。
2018年7月5日（木曜日）22:00 - 23:34に、約半年ぶりに復活して2回目の特別番組を放送。

## 出演者

### 司会
- バナナマン（設楽統、日村勇紀）
- おぎやはぎ（小木博明、矢作兼）
- オードリー（若林正恭、春日俊彰）

### 噺（ナレーター）
- 林家たけ平

## 放送リスト
| 回          | 放送日         | オハナシテーマ                                                                                                   | 備考                                             |
| ----------- | -------------- | --- | ------------------------------------------------ |
| パイロット1 | 2016年 10月6日 | 一緒に旅をするならこのメンバーの中で誰を選ぶ? 10億円が手に入ったら仕事をやめる? やめない? 子供の頃に流行った遊び | 22:00 - 23:24                                    |
| パイロット2 | 2017年 1月6日  | 2016年突然人気者になった人たち! 大人も楽しめるオモチャ                                                           | 23:00 - 23:58                                    |
| 1           | 4月13日        | 大学出ても就職しない!? 高学歴プア                                                                                | レギュラー放送開始 0:35 - 1:05（10分遅れ）       |
| 2           | 4月20日        | 海外セレブで流行中! プレナップ                                                                                   |                                                  |
| 3           | 4月27日        | テレビ業界定番の差し入れ                                                                                         | 0:40 - 1:10（15分遅れ）                          |
| 4           | 5月4日         | 効果抜群!? ストレス発散グッズ                                                                                    |                                                  |
| 5           | 5月11日        | ママっ子男子&ママ充 男子                                                                                         |                                                  |
| 6           | 5月18日        | 2017年 流行間違い無し! ギークファッション                                                                        | 0:35 - 1:05（10分遅れ）                          |
| 7           | 5月25日        | 「おぎやはぎ」は改名?                                                                                            | 0:35 - 1:05（10分遅れ）                          |
| 8           | 6月1日         | アンガーマネジメント                                                                                             |                                                  |
| 9           | 6月8日         | 中毒者続出 人をダメにするグッズ                                                                                  |                                                  |
| 10          | 6月15日        | この夏ブレイクするスーパーフード レッドフルーツ                                                                  | 0:35 - 1:05（10分遅れ）                          |
| 11          | 6月22日        | 女性の裏の顔が発覚 女性の全力オナラ                                                                              |                                                  |
| 12          | 6月29日        | 超楽チンなキャンプグッズを体験!                                                                                  |                                                  |
| 13          | 7月6日         | いま急増中! 眠れるお店                                                                                           |                                                  |
| 14          | 7月13日        | 進化系ネーミングライツ                                                                                           | 0:35 - 1:05（10分遅れ）                          |
| 15          | 7月20日        | キャンプのオススメプラン発表!                                                                                    | 0:35 - 1:05（10分遅れ）                          |
| 16          | 7月27日        | きっとアナタも食べたくなる! 進化したお祭りグルメ                                                                 | 0:35 - 1:05（10分遅れ）                          |
| 17          | 8月3日         | 番組初のロケ! 6人がキャンプへ 第1夜                                                                              | 0:35 - 1:05（10分遅れ）                          |
| 18          | 8月10日        | 番組初のロケ! 6人がキャンプへ 第2夜                                                                              |                                                  |
| 19          | 8月17日        | 番組初のロケ! 6人がキャンプへ 第3夜                                                                              |                                                  |
| 20          | 8月24日        | 番組初のロケ! 6人がキャンプへ 最終夜                                                                             |                                                  |
| 21          | 8月31日        | いまスゴイことになっている! 最新家電事情                                                                         | オードリーが欠席                                 |
| 22          | 9月7日         | イメージ激変! 進化するバーバー                                                                                   | 0:35 - 1:05（10分遅れ）                          |
| 23          | 9月14日        | 1つの料理ジャンルを深掘り 特化型グルメ漫画                                                                       | 0:35 - 1:05（10分遅れ）                          |
| 24          | 9月21日        | 戸越銀座商店街                                                                                                   | 0:25 - 1:25（1時間スペシャル）                   |
| 25          | 9月28日        | 北品川商店街 もろもろの裏事情を探る                                                                              | レギュラー放送終了 0:35 - 1:25（50分スペシャル） |
| 復活1       | 2018年 1月4日  | 芸能人の街・中目黒 完全攻略スペシャル                                                                            | 22:00 - 23:34                                    |
| 復活2       | 7月5日         | この夏、絶対にオススメの旅行プラン オジサンだからこそやっておきたい男のための美容法                              | 22:00 - 23:34                                    |

## 各局の放送時間
| 放送対象地域   | 放送局             | 系列           | 放送期間        | 放送日時                     | 備考       |
| -------------- | ------------------ | -------------- | --------------- | ---------------------------- | ---------- |
| 関東広域圏     | フジテレビ         | フジテレビ系列 | 2017年4月13日 - | 木曜 0:25 - 0:55（水曜深夜） | 制作局     |
| 岩手県         | 岩手めんこいテレビ | フジテレビ系列 | 2017年4月13日 - | 木曜 0:25 - 0:55（水曜深夜） | 同時ネット |
| 宮城県         | 仙台放送           | フジテレビ系列 | 2017年4月13日 - | 木曜 0:25 - 0:55（水曜深夜） | 同時ネット |
| 山形県         | さくらんぼテレビ   | フジテレビ系列 | 2017年4月13日 - | 木曜 0:25 - 0:55（水曜深夜） | 同時ネット |
| 福島県         | 福島テレビ         | フジテレビ系列 | 2017年4月13日 - | 木曜 0:25 - 0:55（水曜深夜） | 同時ネット |
| 長野県         | 長野放送           | フジテレビ系列 | 2017年4月13日 - | 木曜 0:25 - 0:55（水曜深夜） | 同時ネット |
| 岡山県・香川県 | 岡山放送           | フジテレビ系列 | 2017年4月13日 - | 木曜 0:25 - 0:55（水曜深夜） | 同時ネット |
| 広島県         | テレビ新広島       | フジテレビ系列 | 2017年4月13日 - | 木曜 0:25 - 0:55（水曜深夜） | 同時ネット |
| 高知県         | 高知さんさんテレビ | フジテレビ系列 | 2017年4月13日 - | 木曜 0:25 - 0:55（水曜深夜） | 同時ネット |
| 佐賀県         | サガテレビ         | フジテレビ系列 | 2017年4月13日 - | 木曜 0:25 - 0:55（水曜深夜） | 同時ネット |
| 近畿広域圏     | 関西テレビ         | フジテレビ系列 | 2017年4月18日 - | 火曜 0:25 - 0:55（月曜深夜） | 遅れネット |
| 北海道         | 北海道文化放送     | フジテレビ系列 | 2017年4月20日 - | 木曜 0:25 - 0:55（水曜深夜） | 遅れネット |
| 福井県         | 福井テレビ         | フジテレビ系列 | 2017年4月20日 - | 木曜 0:30 - 1:00（水曜深夜） | 遅れネット |
| 静岡県         | テレビ静岡         | フジテレビ系列 | 2017年4月20日 - | 木曜 0:45 - 1:15（水曜深夜） | 遅れネット |
| 秋田県         | 秋田テレビ         | フジテレビ系列 | 2017年4月21日 - | 金曜 1:50 - 2:20（木曜深夜） | 遅れネット |
| 福岡県         | テレビ西日本       | フジテレビ系列 | 2017年4月22日 - | 土曜 18:30 - 19:00           | 遅れネット |
| 青森県         | 青森朝日放送       | テレビ朝日系列 | 2017年4月23日 - | 日曜 0:30 - 1:00（土曜深夜） | 遅れネット |
| 沖縄県         | 沖縄テレビ         | フジテレビ系列 | 2017年4月23日 - | 日曜 1:20 - 1:50（土曜深夜） | 遅れネット |
| 熊本県         | テレビ熊本         | フジテレビ系列 | 2017年4月24日 - | 月曜 2:25 - 2:55（日曜深夜） | 遅れネット |
| 新潟県         | 新潟総合テレビ     | フジテレビ系列 | 2017年4月26日 - | 水曜 0:30 - 1:00（火曜深夜） | 遅れネット |
| 中京広域圏     | 東海テレビ         | フジテレビ系列 | 2017年4月26日 - | 水曜 1:00 - 1:30（火曜深夜） | 遅れネット |

- 2018年1月4日のスペシャルはフジテレビ系列全局で同時ネット。

## スタッフ
2017年8月2日時点、※=レギュラー版から加入
- 編成企画 - 春名剛生（フジテレビ、※）
- ナレーション - 林家たけ平（※）
- 構成 - オークラ（※）、相澤昇、大塚泰博、川上潤也
- 監修（※） - 斉藤崇（特番時は斉藤蒼太郎名義で演出）
- SW - 五十嵐陽（※）
- CAM - 芳川和也（※）
- VE - 渡辺勇気（※）
- AUD - 村木(本)達弥（※）
- LT（※） - 楢橋秀満
- 美術プロデューサー - 吉良久仁子
- デザイン - 今長和宏
- 美術進行（※） - 三上貴子
- 大道具制作 - 岩崎隆史
- 大道具操作 - 佐藤貴志
- アクリル装飾 - 石橋誉礼
- 装飾（※） - 藤生由紀
- メイク - 山田かつら（特番時は美術協力と表記）
- 編集（※） - 荘野佑介
- MA - 高橋友樹（※）
- 音効 - 鯨永知生（※）
- CG（※） - 前川陽介（.movs）
- 技術協力 - SWISH JAPAN、fmt、RAFT、e-naスタジオ（fmt以外→※）
- 美術協力 - フジアール
- 広報 - 高橋慶哉（フジテレビ）
- TK - 五味真琴（※）
- ディレクター - 藤原将人、地濃愛、佐久間隆太、折茂健一、小澤雄一（全員→※）
- 演出 - 谷中憲（※）
- プロデューサー - 山田昌孝、上原敏明、髙松明央、杉本美雪（髙松以外→※）
- 制作協力 - U-FIELD（※）
- 制作 - フジテレビ（特番時は企画制作）
- 制作著作 - Big Face

### 過去のスタッフ

#### レギュラー版
- 編成企画 - 高瀬敦也（フジテレビ）
- プロデューサー - 辻圭一郎（第2弾はAP、※）

#### パイロット版
- 美術進行 - 石田博己（第1弾）
- メイク - 大友麻衣子（第1弾）、水落万里子（第2弾）
- 電飾 - 青木紀和（第1・2弾）
- 植木装飾（第2弾） - 後藤健（第1弾は生花装飾）
- 生花装飾 - 荒川直史（第2弾）
- TP - 辻本豊（第1・2弾）
- TD - 田原健二（第1・2弾）
- SW - 真野昇太（第1弾）
- CAM - 涌田尚孝、植松賢一（2人共→第1・2弾）
- VE - 藤崎康広（第1弾）、鈴木豊裕（第2弾）
- AUD - 元山拓巳（第1・2弾）
- CA（第2弾） - 物袋由来、村上陽梨
- 照明 - 黒井宏行（第1・2弾）
- TK - 碓井香都子（第1・2弾）
- EED - 中野政幸、花城卓恭（2人共→第1・2弾）
- MA - 安河内隆文（第1弾）、高山元（第2弾）
- 音効 - 林正貴（第1・2弾）
- 選曲（第2弾） - MOKU
- タイトル - .movs（第1・2弾）
- フードコーディネーター - amacoven
- 技術協力 - ヌーベルアージュ（第1・2弾）
- 美術協力 - ヤマモリ（第1弾）、テルミック（テル→第1弾は表記なし）、野沢園（野沢→第2弾）、チトセアート、京花園（チトセ・京花→第1・2弾）
- AD - 加藤未来（第1弾）、村上剛光（第2弾）
- FD（第2弾） - 双津大地郎
- ディレクター - 地曳範剛、境太資（2人共→第1・2弾）
- プロデューサー - 碓氷容子（第1・2弾）